# Petite Poucette
Cet article possède des paronymes, voir Petit Poucet et Poucette (homonymie).
Petite Poucette est un essai publié par le philosophe français Michel Serres en 2012 aux éditions Le Pommier.

## Contenu
L'ouvrage s'inscrit dans une réflexion sur les humanités numériques. Le titre se réfère au pouce fréquemment utilisé par les enfants du numérique ou digital natives, pour pianoter sur les téléphones portables. Michel Serres soutient que la naissance et l'expansion du numérique provoque une mutation anthropologique majeure, notamment au niveau de l'organisation des savoirs et de l'utilisation des facultés cognitives de l'homme comme la mémoire.
Michel Serres s'interroge également sur le devenir de l'éducation et de la pédagogie dans la société de l'information. L'auteur est plutôt optimiste et enthousiaste quant aux avancées permises : il soutient que les enfants du numérique ont davantage accès aux personnes et aux savoirs. Il cite Wikipédia comme exemple notable.
Le titre évoque les deux contes Petite Poucette de Hans Christian Andersen et plus indirectement Le Petit Poucet de Charles Perrault. Michel Serres justifie l'emploi de « Poucette » au féminin par la plus grande efficacité des femmes au travail. Il se réclame explicitement du féminisme.
Michel Serres revient sur cet ouvrage dans Pantopie : de Hermès à Petite Poucette.

## Plan
L'ouvrage se divise en trois parties : « Petite Poucette », « École » et « Société ». La première partie reprend le titre et le texte d'un discours à l'Institut de France prononcé par Michel Serres le 1er mars 2011.